# Leptocerus inflatus
Leptocerus inflatus är en nattsländeart som beskrevs av Douglas E. Kimmins 1962. Leptocerus inflatus ingår i släktet Leptocerus och familjen långhornssländor. Inga underarter finns listade i Catalogue of Life.